# ジャック・ケヴォーキアン
ジャック・ケヴォーキアン（Jack Kevorkian, 1928年5月26日 - 2011年6月3日）は、アメリカの病理学者、元医師。末期病患者の積極的安楽死の肯定者で、自作の自殺装置を使った自殺幇助活動にちなんで「死の医師（ドクター・デス、Dr. Death）」と呼ばれ、知られるようになった。1999年に殺人罪で服役するが、仮釈放後も亡くなるまで安楽死・尊厳死の啓発活動を続けた。
姓のカタカナ表記はケボーキアン、キヴォーキアン、キボキアンの場合もある。

## 経歴
ケヴォーキアンは、1928年にミシガン州ポンティアックで、アルメニア移民の子として生まれた。ミシガン大学を卒業した後はデトロイトの病院などで病理担当の医師として活動し、1980年代から安楽死についての研究を進め、1987年から「死亡カウンセリング」のための「医学コンサルタント」として活動を始める。1989年に自作の自殺装置を開発して末期病患者の自殺幇助の活動を開始し、世界的に議論を呼んだ。その後、総計130人におよぶ患者を自殺装置で尊厳死させ、「殺人医師」「死の医師」などと呼ばれた。
1998年9月17日にALS患者を自殺装置で死亡させたことを記録したビデオテープが、同年11月22日に放映されたCBSの番組『60 Minutes』で公開され、激しい議論を呼んだ。自殺装置は、通常患者自身が装置を作動させるが、このケースでは患者が自力で装置を作動させることが不可能であるため、ケヴォーキアンが装置を作動させた。このため、放映直後に第一級殺人罪（その後、第二級殺人罪に変更）で告訴された。
1999年4月13日、ケヴォーキアンに対して10-25年の不定期刑とする有罪判決が下され、2007年6月1日に健康状態の悪化によって仮釈放されるまで収監された。釈放後は自殺幇助を行わず、積極的安楽死についての啓蒙活動を行っていた。
2008年、下院選挙にミシガン州9区から自然法党公認で立候補したが、大差で落選した。
2011年6月3日、腎臓疾患の治療で入院していたミシガン州の病院で死去。83歳没。

## ケヴォーキアンの自殺装置
ケヴォーキアンが考案した自殺装置は、タナトロン (Thanatron) とマーシトロン (Mercitron) の2つがある。最初に作られたのはタナトロンである。この2つはしばしば混同されるが、薬物を利用するものはタナトロンである。

### タナトロン
タナトロンはギリシャ語で「死の機械」という意味である。これは30ドル程度のガラクタを利用して作られており、以下の過程を経て患者を死に至らしめる。
1. まず、患者に点滴装置を取り付け、生理食塩水の点滴を始める。
2. 患者がスイッチを押すと、1分後にチオペンタールの点滴が始まる。
3. 患者がチオペンタールによって昏睡状態に陥った後、塩化カリウムの点滴が始まる。
4. 最終的に、患者は心臓発作によって死亡する。

2人の患者が死亡した後、ケヴォーキアンはミシガン州に医師免許を剥奪されて薬物を入手できなくなったため、その後の自殺幇助はマーシトロンで行った。

### マーシトロン
マーシトロンはギリシャ語で「慈悲の機械」という意味である。これは一酸化炭素入りのシリンダに接続されたマスクを患者にかぶせる方法で、バルブを開いて一酸化炭素が吸入されることによって発生する一酸化炭素中毒を利用し、死に至らしめるというものである。

## 著作
- Kevorkian, Jack (2010). When the People Bubble POPs. World Audience, Inc.. ISBN 978-1-935444-91-6
- Kevorkian, Jack (2009). glimmerIQs. World Audience, Inc.. ISBN 978-1-935444-88-6
- Kevorkian, Jack (1991). Prescription: Medicide, the Goodness of Planned Death. Prometheus Books. ISBN 978-0879758721
- Kevorkian, Jack (2005). Amendment IX: Our Cornucopia of Rights. Penumbra, Inc.. ISBN 0-9602030-1-X

### 日本語訳
- 死を処方する（松田和也 訳/青土社 / 1999年 / ISBN 4791756991） - 『Prescription: Medicide』の日本語訳版

## 関連作品
小説
- Between the dying and the dead（ニール・ニコル、ハリー・ワイリー著 / 2006年）

テレビドラマ
- 死を処方する男 ジャック・ケヴォーキアンの真実 - You Don't Know Jack（HBO / 2010年 / 演者：アル・パチーノ）
バリー・レヴィンソン監督作品。日本では同年10月にWOWOWで放送された。エミー賞で15部門でノミネート。

映画
- ドクター・デスの遺産-BLACK FILE- 
劇中に登場するロシア系アメリカ人の医師「イワン・ケヴァニコフ」(原作小説ではケヴォーキアン本人)のモデル。

ドキュメンタリー
- フランケンシュタインの誘惑 科学史 闇の事件簿 ドクター・デス 死を処方する医師（BSプレミアム）